# 오크 테크놀로지

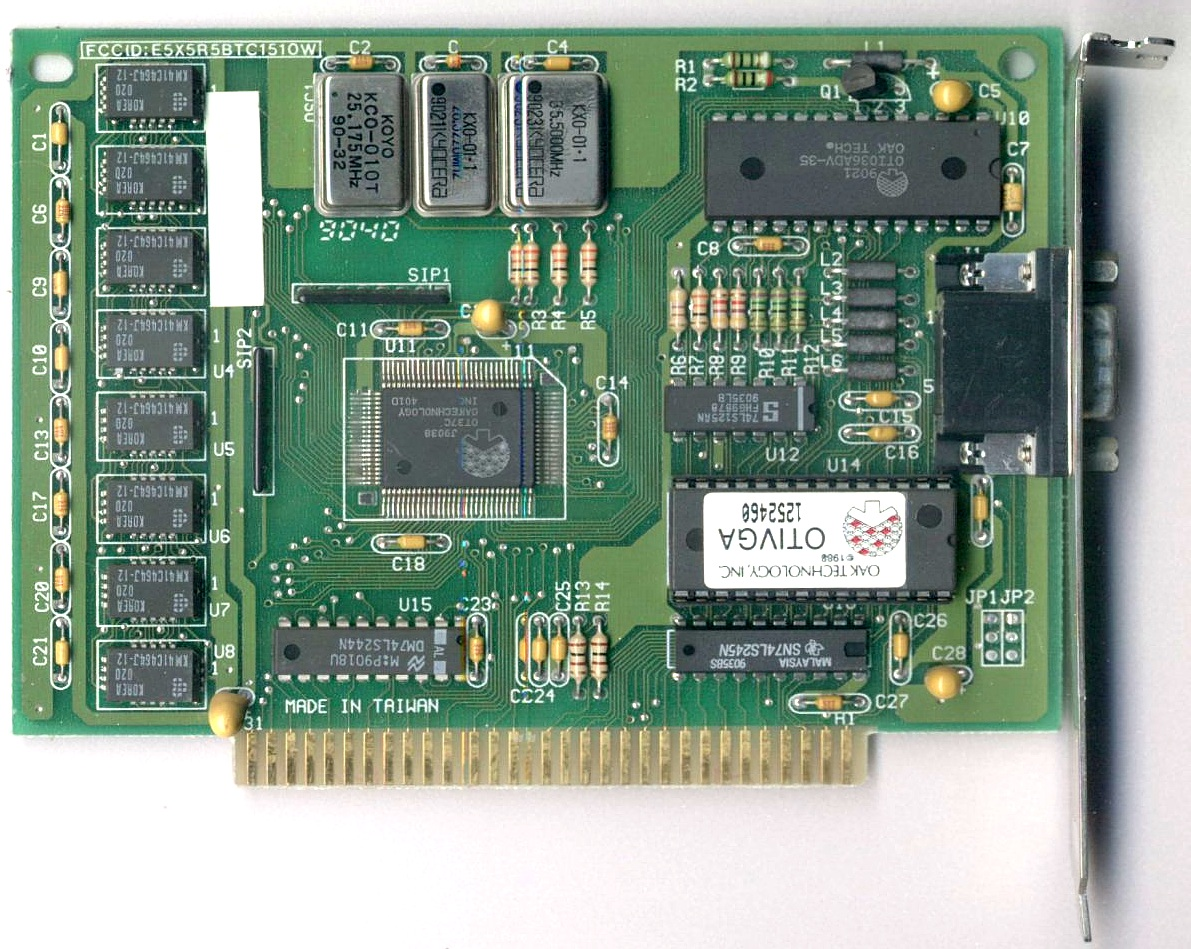

오크 테크놀로지(Oak Technology)는 사운드 카드, 그래픽 카드, 광학 기억 장치(CD-ROM, CD-RW, DVD)를 위한 반도체 칩을 공급하는 업체였다. 조란 코퍼레이션(Zoran Corporation)에 인수되었다.
오크 테크놀로지는 ATAPI 표준을 개발하는 데 도움을 주었으며, 1990년대 중반에 도스 기반 체제에서 많이 쓰였던 oakcdrom.sys라는 CD-ROM 드라이버를 제공하였다.

## 역사
오크 테크놀로지는 1987년에 세워졌다. 1980년대 말부터 1990년대 초까지 오크는 PC 그래픽 (SVGA) 칩셋을 제공하였다.

## 참조
- "3D Winbench98" by Daniel's Benchmark Page, December 5, 1998, retrieved December 26, 2005
- "Beyond3D Forum Thread" by various, December 26, 2005, retrieved December 26, 2005
- "Inside Look @ Metabyte" by Amer "Mossad" Ajami, October 13, 1998, retrieved December 26, 2005
- "Oak Warp 5 Review" by Rage's Hardware, Date Unknown, retrieved December 26, 2005
- "Video Card Benchmark Page" by Rage's Hardware, Date Unknown, retrieved December 26, 2005